# 潘辰
潘辰（1988年3月13日—），中国大陆女歌手，毕业于中北英皇演艺专修学校（现中北国际演艺专修学校），曾做过平面模特。2009年湖南卫视“快乐女声”全国第7名，比赛结束后由天娱传媒外签至少城时代，2010年11月推出个人首张EP《出发》。

## 生平

### 早年经历
潘辰出生于上海，成长于单亲家庭，从小跟母亲一起生活。小时候的她比同龄的孩子更加独立坚强，也更早地承担起了照顾家庭的责任。
潘辰的小学和初中就读于上海市黄兴学校，当时她已显露出包括音乐在内的多种才华，除了学习钢琴并通过钢琴10级外，还曾担任班里的体育委员，并在绘画上拥有特长。潘辰曾梦想成为一名T台模特，只是后来因为身高的原因被迫放弃。与出道后的淑女气质不同，当时的她给同学的印象是一个“男人婆”，常常出头为女生打抱不平。随后她进入上海市中原中学，并在学校乐队中担任鼓手。在高中学习了一年以后，恰逢北京中北英皇艺校来上海招生，于是潘辰在妈妈的支持下只身北上学习声乐和流行音乐。在北京，潘辰就读于中北英皇艺校第二届准艺员培训班，毕业后经历了一年的北漂生活，期间在POCO摄影网 （页面存档备份，存于）做过一段时间的外拍模特。

### 选秀历程：从型秀到快女
2007年4月，为了圆自己的明星梦，潘辰参加了东方卫视“我型我秀”，并以上海赛区20强的身份进入全国赛。在6月8日晚型秀开营仪式上，因活泼可爱的表现被前型秀冠军刘维称赞为“可爱教主”。之后她顺利进入全国20强，但在8月11日的13进10比赛中PK环节失利，最终获得全国第13名。
比赛结束后，潘辰接拍了数支广告和一些杂志平面，并于2008年9月受邀赴韩国大田参加“亲亲歌谣节”，是那届比赛中唯一代表中国内地的选手。2008年底，参加江苏综艺第五届“民星唱翻天”并夺得冠军。
2009年5月，湖南卫视举办“快乐女声”，潘辰在妈妈的鼓励下报名参赛，成为南京赛区选手。因拥有酷似赵薇的大眼睛，被誉为“小赵薇”；又因为眼睛会“放电”，被称作“电眼宝贝”。在5月28日的南京赛区40进18比赛中表现出色，直接晋级，成为全国300强。随后她一路过关斩将进入全国10强，但在8月7日的7进6淘汰赛中遗憾出局。

### 签约少城时代
尽管潘辰外签的消息早在比赛结束不久的10月下旬就曾传出，但正式的签约消息是在2010年4月2日公布的，她也由此成为继张靓颖和王铮亮之后少城时代签约的第三位艺人。
潘辰加盟少城后的首次亮相，是搭档台湾演员张孝全在张靓颖新歌《如果这就是爱情》MV中出演女主角。11月15日，其首张个人EP《出发》正式推出。这张制作精良的EP以“四季”和“旅行”为主题，主打摇滚气质风格，并搭配由她本人亲自撰写的写真游记《一路，漫跑》。该唱片发行后成绩不俗，潘辰亦凭此斩获多个新人奖项。

## 参赛经历
- 2007年，东方卫视“我型我秀”全国第13名。
- 2008年9月，韩国CMB（朝鲜语：CMB (방송사)）第七届“亲亲青少年歌谣节”大会名誉大奖（特别优秀奖）。
- 2008年底，江苏综艺第五届“民星唱翻天”冠军。
- 2009年，湖南卫视“快乐女声”全国第7名。

## 作品

### 专辑
- 2012年8月28日, 专辑《潘辰》（环球唱片）[9]

### EP
- 2010年11月15日，EP《出发》（环球唱片）

### 单曲
- 2009年，《没什么大不了》（收录于2009快女10强合辑《封面女生Cover Girls》）
- 2011年，《极速梦想》（网络游戏《QQ飞车》主题曲）
- 2011年，《夜天使》（微电影《幸福59厘米》之《夜天使》主题曲）
- 2011年，《流泪》（收录于合辑《玲离尽致》）
- 2012年，《缘来》（电视剧《林师傅在首尔》片尾曲，与王铮亮合唱）
- 2012年，《为母亲喝彩》（宝洁公益歌曲）

### MV
2009年
- 2009快女10强《唱得响亮》（2009快乐女声主题曲）
- 潘辰《没什么大不了》
- 天娱群星《快乐出发》（湖南卫视2009跨年演唱会主题曲）

2010年
- 张靓颖《如果这就是爱情》《就这样好了》（专辑《我相信》）
- 潘辰《绽放爱》《起风的季节》（EP《出发》）

2011年
- 何炅《思念的距离》
- 2009快女10强《baby sister》（2011快乐女声加油歌）
- 潘辰《极速梦想》
- 王铮亮《真爱你的云》

2012年
- 王铮亮/潘辰《缘来》
- 潘辰《为母亲喝彩》
- 潘辰《更爱》（专辑《潘辰》）

### 電影
- 2015年，《天各一方》饰 阿秀
- 2015年，《秘藏传说之长生姬》(網絡電影)

### 微电影
- 2011年8月，《幸福59厘米》之《夜天使》饰 小蕊

### 電視劇
- 2016年，《爱情万万岁》 飾 朱麗婭
- 2016年，《深爱食堂2》
- 2017年，《铁血荣耀》
- 2018年，《萌族酷狗侦探》 飾 倩倩
- 2019年，《我的亲爹和后爸》飾 李楠
- 2024年，《风华往事》(2017年拍攝)飾 陈姝玉

### 網絡劇
- 2014年，《青春相贱不恨晚》
- 2021年，《羅密歐方程式》

### 综艺节目
- 2013年 星跳水立方 參賽者

### 话剧
- 2013年11月，《摇一摇》饰 王晓萌

### 书籍
- 《2009快乐女声星光闪耀全集6：电眼宝贝潘辰》（写真集，2009年9月出版）
- 《一路，漫跑》（写真游记，2010年11月出版）

## 所获奖项
- 2011年1月21日，第十一届雪碧中国原创音乐排行榜“内地最具潜质新人”
- 2011年3月19日，第十八届东方风云榜“东方新人”银奖
- 2011年4月24日，Music Radio中国TOP排行榜“内地年度最佳新人”
- 2011年11月24日，第四届光线传媒音乐风云榜新人盛典“最佳潜力新人”